# Platyledra acuminata
Platyledra acuminata är en insektsart som beskrevs av William Lucas Distant 1917. Platyledra acuminata ingår i släktet Platyledra och familjen dvärgstritar. Inga underarter finns listade i Catalogue of Life.